# Buddy Boeheim
Jackson Thomas "Buddy" Boeheim (Fayetteville, Nueva York; 11 de noviembre de 1999) es un baloncestista estadounidense que pertenece a la plantilla de los Oklahoma City Blue de la G League. Con 1,96 metros de estatura, juega en la posición de escolta. Es hijo del miembro del Basketball Hall of Fame como entrenador Jim Boeheim.

## Trayectoria deportiva

### Universidad
Jugó cuatro temporadas con los Syracuse de la Universidad de Siracusa, en las que promedió 14,6 puntos, 2,4 rebotes, 2,2 asistencias y 1,1 robos de balón por partido. En su última temporada fue incluido en el mejor quinteto de la Atlantic Coast Conference.

#### Estadísticas
| Año     | Equipo   | PJ  | PT | MPP  | %TC  | %3P  | %TL  | RPP | APP | ROB | TPP | PPP  |
| ------- | -------- | --- | -- | ---- | ---- | ---- | ---- | --- | --- | --- | --- | ---- |
| 2018–19 | Syracuse | 32  | 5  | 17.1 | .381 | .353 | .788 | 1.6 | 1.0 | .6  | .1  | 6.8  |
| 2019–20 | Syracuse | 32  | 32 | 35.6 | .407 | .370 | .714 | 1.9 | 2.2 | 1.1 | .2  | 15.3 |
| 2020–21 | Syracuse | 25  | 25 | 36.2 | .433 | .383 | .849 | 2.6 | 2.6 | 1.3 | .0  | 17.8 |
| 2021–22 | Syracuse | 32  | 32 | 38.0 | .406 | .341 | .884 | 3.4 | 3.1 | 1.5 | .1  | 19.2 |
| Total   | Total    | 121 | 94 | 31.5 | .410 | .362 | .827 | 2.4 | 2.2 | 1.1 | .1  | 14.6 |

### Profesional
Tras no ser elegido en el Draft de la NBA de 2022, el 2 de julio formó un contrato dual con los Detroit Pistons y su filial en la G League, los Motor City Cruise. Debutó en la NBA el 21 de octubre de 2022, en un partido ante los New York Knicks.
Fue despedido el 21 de octubre de 2023. Nueve días después, se incorporó a los Motor City Cruise. El 23 de febrero de 2024 volvió a firmar con los Pistons, en esta ocasión un contrato dual.
El 16 de octubre de 2024 firmó con los Oklahoma City Thunder, pero fue despedido dos días después. El 25 de octubre se unió a los Oklahoma City Blue.

## Estadísticas de su carrera en la NBA

### Temporada regular
| Año     | Equipo  | PJ | PT | MPP | %TC  | %3P  | %TL   | RPP | APP | ROB | TPP | PPP |
| ------- | ------- | -- | -- | --- | ---- | ---- | ----- | --- | --- | --- | --- | --- |
| 2022-23 | Detroit | 10 | 0  | 9.0 | .185 | .160 | 1.000 | .6  | .4  | .2  | .0  | 1.6 |
| 2023-24 | Detroit | 9  | 0  | 8.0 | .333 | .348 | 1.000 | .9  | .3  | .0  | .1  | 3.4 |
| Total   | Total   | 19 | 0  | 8.5 | .259 | .250 | 1.000 | .7  | .4  | .1  | .1  | 2.5 |